# Angrie
Angrie es una comuna francesa situada en el departamento de Maine y Loira, en la región de Países del Loira.

## Demografía
| 927 | 925 | 787 | 704 | 700 | 678 | 922 |
| Para los censos de 1962 a 1999 la población legal corresponde a la población sin duplicidades (Fuente: INSEE [Consultar]) |     |     |     |     |     |     |